# Pablo Vranjicán
Pablo Andrés Vranjicán Storani (Acebal, Santa Fe, Argentina, 11 de diciembre de 1985) es un futbolista Argentino que juega como delantero, actualmente se desempeña en el club Central Córdoba de Rosario de la Primera C de Argentina.

## Trayectoria
Se formó en las divisiones inferiores de Newell's Old Boys, y debutó en el primer equipo el año 2006. En 2009 es enviado a préstamo a Rangers de la Primera División de Chile, donde fue una de las figuras de ese equipo, y al finalizar el Apertura la Universidad Católica intentó ficharlo, pero la directiva del club rojinegro encontró que la oferta era insuficiente. Finalmente, al año siguiente llega a Universidad Católica en calidad de préstamo.
En el equipo de la franja logra la obtención del campeonato de Primera División, aunque en el segundo semestre es utilizado en pocas ocasiones por el entrenador Juan Antonio Pizzi. A fin de año no es renovado su préstamo y regresa a su club de origen Newell´s Old Boys.
A principios de 2011 se confirma su llegada a Guaraní de Paraguay. Pero en marzo de ese mismo año rescinde contrato y se anuncia su incorporación a la Primera B de Chile, para defender a Unión Temuco. Sin embargo, no pudo jugar por el equipo temuquense, pues por asuntos contractuales no pudo desligarse de Guaraní. En el 2012 llegó a Unión San Felipe, después de 6 meses de inactividad por una grave lesión en el tobillo, pero a mitad de año decide desvincularse del club aconcagüino, para recaer en Santiago Morning de la Primera B de Chile, en busca de mayor continuidad.
Luego de una temporada en el AEK Kouklia de Chipre, regresó a Chile a mediados de 2014, específicamente en Deportes La Serena, con buenos registros. En 2015 juega por Curicó Unido, teniendo una gran campaña, peleando los primeros lugares de la tabla en busca del ascenso a Primera, y terminando como el goleador del equipo y tercer goleador del torneo, con 15 anotaciones. Luego de no lograr el objetivo y estar cerca de ascender con el club curicano, emigra al fútbol de Malasia, más específicamente al Pahang FA.
En 2017 fichó por el New York Cosmos de la NASL, segunda categoría del fútbol estadounidense. Al año siguiente, defendió la camiseta de Alianza Petrolera, y en 2019 volvió a Deportes La Serena, con un discreto rendimiento de 24 partidos y 4 goles.
A finales de 2020, firmó en Fernández Vial, club de la Segunda División Profesional de Chile, debutando el 2 de diciembre, en el triunfo frente a Lautaro de Buin, participando con un gol para el marcador de su equipo.

## Clubes
| Club                       | País           | Año       |
| -------------------------- | -------------- | --------- |
| Newell's Old Boys          | Argentina      | 2006-2008 |
| Rangers                    | Chile          | 2009      |
| Universidad Católica       | Chile          | 2010      |
| Guaraní                    | Paraguay       | 2011      |
| Unión San Felipe           | Chile          | 2012      |
| Santiago Morning           | Chile          | 2012      |
| AEK Kouklia                | Chipre         | 2013-2014 |
| Deportes La Serena         | Chile          | 2014-2015 |
| Curicó Unido               | Chile          | 2015-2016 |
| Pahang                     | Malasia        | 2016-2017 |
| New York Cosmos            | Estados Unidos | 2017      |
| Alianza Petrolera          | Colombia       | 2018      |
| Deportes La Serena         | Chile          | 2019      |
| FBC Gravina                | Italia         | 2020      |
| Fernández Vial             | Chile          | 2020-2021 |
| San Antonio Unido          | Chile          | 2021      |
| Fernández Vial             | Chile          | 2022      |
| Central Córdoba de Rosario | Argentina      | 2023-Act. |

## Palmarés

### Campeonatos nacionales
| Título           | Equipo                | País  | Año  |
| ---------------- | --------------------- | ----- | ---- |
| Primera División | Universidad Católica  | Chile | 2010 |
| Segunda División | Arturo Fernández Vial | Chile | 2020 |